# Электронное голосование в России

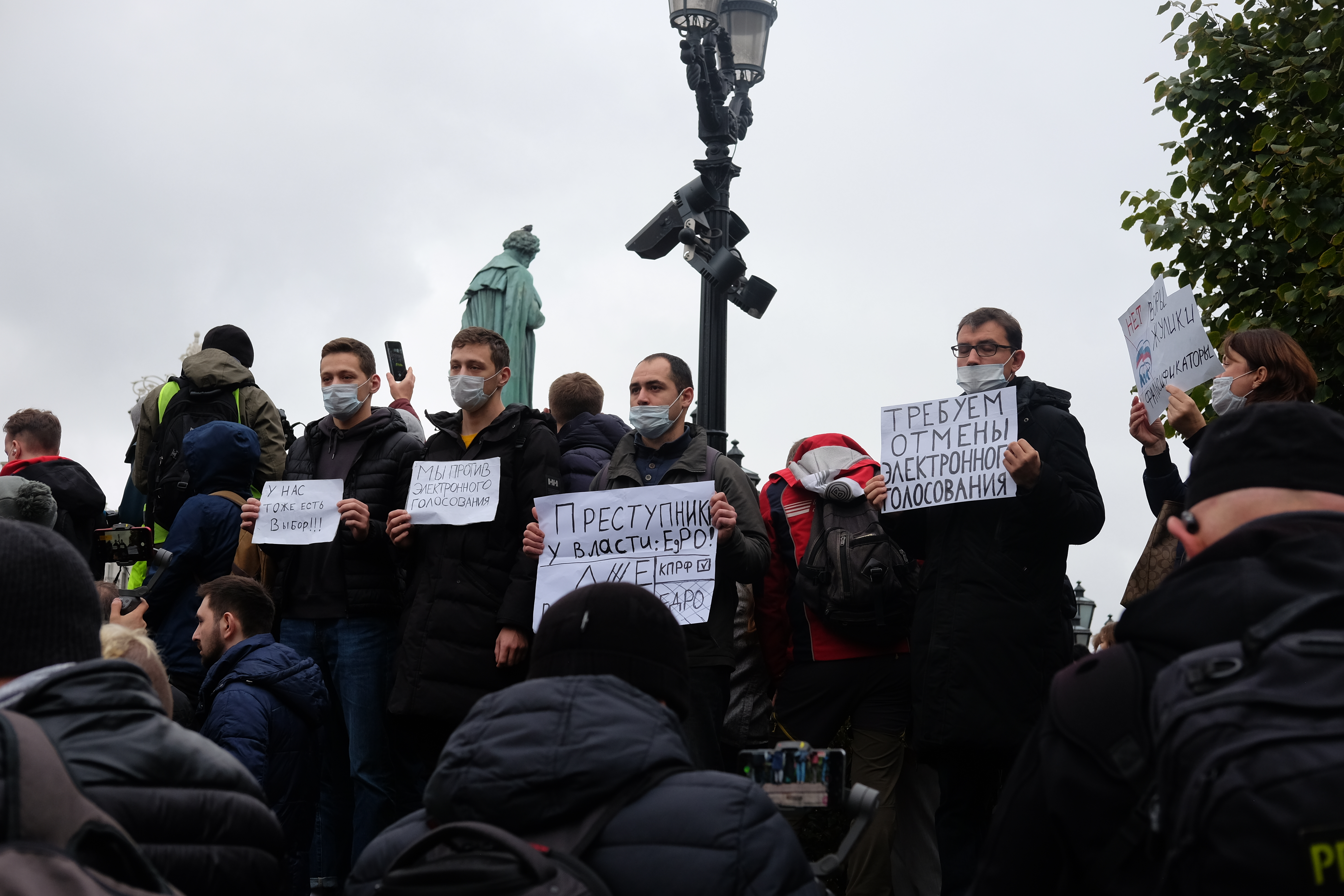
Акция протеста 25 сентября 2021 года против признания легитимными результатов голосования, полученных в процессе ДЭГ.

Электронное голосование в России, в том числе дистанционное электронное голосование (сокр. ДЭГ), — система голосования на территории (или в отдельных субъектах) Российской Федерации с использованием специального программного обеспечения — без использования бумажного избирательного бюллетеня.

## История
Первые эксперименты по внедрению технологии интернет-выборов в форме опросов, результаты которых не влияли на исход голосования, были осуществлены в 2008 году в Тульской области, в 2009 году во Владимирской, Волгоградской, Вологодской, Томской областях и Ханты-Мансийском автономном округе — Югре.
23 мая 2020 года вступил в силу законопроект «О проведении эксперимента по организации и осуществлению дистанционного электронного голосования в городе федерального значения Москве», согласно которому в Москве в 2020—2021 годах будет проведён эксперимент по организации и осуществлению дистанционного электронного голосования на выборах в органы государственной власти, органы местного самоуправления, проводимых в соответствии с федеральными законами и избирательным кодексом города Москвы.
На выборах в законодательные органы власти дистанционное электронное голосование впервые было проведено в единый день голосования 8 сентября 2019 года и на выборах депутатов в Московскую городскую Думу VII созыва.
В тот же день Президентом Российской Федерации был подписан Федеральный закон «О внесении изменений в статьи 37 и 38 Федерального закона „Об основных гарантиях избирательных прав и права на участие в референдуме граждан Российской Федерации“», который сделал допустимым использование дистанционного электронного голосования при проведении выборов в органы государственной власти, органы местного самоуправления, референдума субъекта Российской Федерации, местного референдума в случаях и порядке, которые установлены Центральной избирательной комиссией Российской Федерации.
3 июля 2024 года ЦИК РФ принял новый порядок электронного голосования, согласно которому субъекты смогут самостоятельно определять особенности процедуры электронного голосования на региональных выборах в зависимости от технических возможностей, уровня цифровизации услуг и других региональных особенностей. Документ также определяет порядок электронного голосования без использования бумажных бюллетеней.

### Выборы 8 сентября 2019 года
Идею провести эксперимент по дистанционному электронному голосованию на выборах 8 сентября 2019 года впервые публично озвучил Алексей Венедиктов в феврале того же года, спустя 3 недели законопроект по проведению эксперимента был внесён в Госдуму депутатами И. В. Белых, Д. Ф. Вяткиным, В. В. Селиверстовым от «Единой России» и М. В. Дегтярёвым от ЛДПР. ЦИК России инициативу поддержал.
Федеральный закон «О проведении эксперимента по организации и осуществлению дистанционного электронного голосования на выборах депутатов Московской городской Думы седьмого созыва» был опубликован и утверждён Президентом РФ 29 мая 2019 года, уже после вступления в силу аналогичного закона города Москвы, который был подписан Мэром Москвы С. С. Собяниным 22 мая.

#### Подготовительный процесс
Разработкой системы для эксперимента занимался Департамент информационных технологий мэрии Москвы (ДИТ), являющийся структурным подразделением исполнительной власти, вся информация в процессе голосования поступала на сервера ДИТ и была подконтрольна ему. В последний момент разработчики отказались от создания сервиса для проверки избирателем правильности учёта голоса в системе, а наблюдатели не получили ключ для расшифровки голосов и полный доступ к коду системы, в итоге наблюдение за ходом голосования оказалось сильно затруднено.
Платформой для электронного голосования выступил официальный сайт мэра Москвы.
Для обсуждения эксперимента в качестве единственной официальной площадки использовалась рабочая группа по электронному голосованию при Общественной палате Российской Федерации.
В ходе подготовки к использованию электронного голосования на выборах в Мосгордуму, система прошла 4 тестирования: 11 июля, 24 июля, 21 августа и 28 августа. Ни на одном из тестирований работа системы не была безупречной. Во время второго тестирования системы были зафиксированы атаки хакеров. Между вторым и третьим тестированием систему взломал французский криптограф Пьеррик Годри. 7 сентября эксперт и программист Евгений Федин обнаружил в коде системы скрипт, позволявший вносить любые изменения в код, вплоть до фальсификации результатов голосования. Несмотря на выявленные уязвимости системы было принято решение эксперимент по дистанционному электронному голосованию на выборах в Мосгордуму провести.
Из 45 избирательных округов было отобрано 16, включающих районы целиком. После этого были опрошены муниципальные депутаты районов, входящих в эти округа. На основании их мнения выделили 9 избирательных округов, далее с помощью опроса на портале Правительства Москвы «Активный гражданин», который проходил с 3 по 9 июня, было отобрано 3 избирательных округа для участия в эксперименте: № 1 (Зеленоград), № 10 (Бибирево, Лианозово, Северный), № 30 (Чертаново Центральное, Чертаново Южное).

#### День голосования и результаты
Явка на «электронных» участках превысила 92 процента во всех избирательных округах, где проводился эксперимент. Итоговая явка составила 21,77 %. Всего проголосовало электронно 9810 избирателей, что существенно для результатов в округах на выборах такого масштаба.
В день голосования из-за сбоев системы избирателям не выдавались электронные бюллетени, статистика не обновлялась. Сотрудники ДИТ несколько раз самостоятельно отключали и опять запускали систему, в ручном режиме связывались с избирателями, которые не могли проголосовать, обзванивая их и рассылая им смс-сообщения, повторно выдавали бюллетени.
Персональные данные избирателей, проголосовавших электронно, уже через неделю после выборов утекли в сеть и оказались у команды политика Алексея Навального.
Результаты, полученные на «электронных» участках и обычных, разнятся. Во всех избирательных округах, принимавших участие в эксперименте, количество процентов избирателей, проголосовавших за самовыдвиженцев, впоследствии вошедших во фракцию «Единой России», на «электронных» участках оказалось выше, чем на обычных. В 30-м округе результаты на «электронном» участке вовсе противоположны итогам выборов на обычных участках: по результатам электронного голосования победила кандидат-единоросска Маргарита Русецкая, в то время как на обычных участках выиграл независимый кандидат Роман Юнеман.
| Кандидат  | «Традиционные» участки | Проценты | «Электронный участок» 5003 | Проценты | Всего голосов | Проценты |
| --------- | ---------------------- | -------- | -------------------------- | -------- | ------------- | -------- |
| Викулин   | 2467                   | 8,13     | 174                        | 7,32     | 2641          | 8,07     |
| Галибин   | 1302                   | 4,29     | 85                         | 3,58     | 1387          | 4,24     |
| Жуковский | 7881                   | 25,96    | 465                        | 19,56    | 8346          | 25,49    |
| Русецкая  | 8525                   | 28,08    | 1120                       | 47,12    | 9645          | 29,46    |
| Цыба      | 1078                   | 3,55     | 78                         | 3,28     | 1156          | 3,53     |
| Юнеман    | 9106                   | 29,99    | 455                        | 19,14    | 9561          | 29,21    |

Несмотря на то, что применение технологии было заявлено как эксперимент, а в течение дня голосования неоднократно происходили сбои, из-за которых система работала в нормальном режиме только 8 часов из предусмотренных 12-ти, результаты голосования на «электронных» участках были учтены при подведении итогов выборов.
Кандидат, участвовавший в выборах в 30-м избирательном округе и победивший на «традиционных» участках, Роман Юнеман подал иск в Чертановский районный суд для аннулирования результатов на «электронном» участке № 5003. Районный суд отклонил жалобу, апелляция на это решение была подана в Московский городской суд, который оставил в силе решение Чертановского районного суда не отменять результаты электронного голосования на выборах в Мосгордуму по 30-му избирательному округу.

### Выборы 17 марта 2024 года

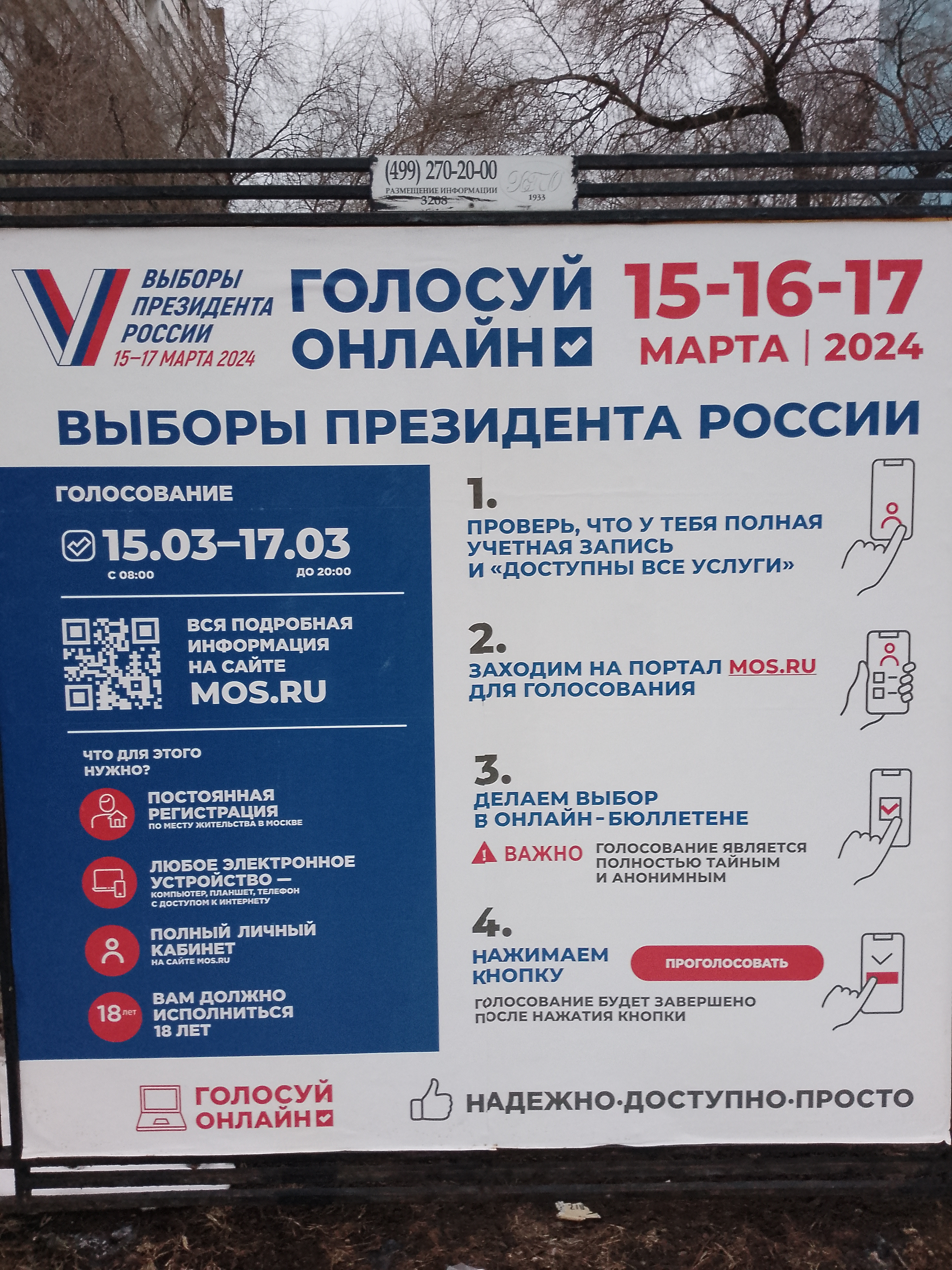
Информация в Москве в районе Братеево о голосовании онлайн на президентских выборах марта 2024 года

1 ноября 2023 года министр цифрового развития РФ Максут Шадаев сообщил, что Минцифры РФ технически готово к проведению дистанционного электронного голосования в необходимом масштабе на предстоящих президентских выборах весной 2024 года.
7 декабря 2023 года Совет Федерации назначил выборы президента РФ на 17 марта 2024 года. Председатель Центризбиркома Элла Памфилова сообщила, что на президентских выборах ДЭГ будет проходить только в тех регионах России, где оно уже было реализовано ранее, их будет не более 30. По словам главы ЦИК, за рубежом ДЭГ применяться не будет.
27 декабря 2023 года Элла Панфилова сообщила, что дистанционно на выборах президента России в марте 2024 года смогут проголосовать около 38 млн россиян.
11 января 2024 года ЦИК РФ сформировал территориальную избирательную комиссию для проведения дистанционного электронного голосования (ТИК ДЭГ) в ходе предстоящих выборов президента. В Москве на предстоящих президентских выборах будут использовать более 2 тысяч терминалов электронного голосования.
25 января 2024 года Мосизбирком сообщил, что иногородние избиратели смогут проголосовать в Москве на выборах президента дистанционно при помощи терминалов электронного голосования.
26 января 2024 года председатель ТИК ДЭГ Олег Артамонов заявил, что утверждения о том, что голосование при помощи дистанционных методов можно сфальсифицировать, являются бездоказательными, а пронаблюдать за ходом онлайн-голосования можно будет как в помещении ТИК ДЭГ, так и из любой точки России за своим компьютером с интернетом.
29 января 2024 года на федеральной платформе открылся прием заявок на участие в дистанционном электронном голосовании (ДЭГ) на предстоящих выборах президента РФ.
2 февраля 2024 года Элла Панфилова сообщила, что 740 000 человек подали заявление на участие в дистанционном электронном голосовании (ДЭГ) на выборах президента России. Ещё 160 000 планируют участвовать в процедуре по месту нахождения через механизм «Мобильный избиратель».
13 февраля 2024 года председатель территориальной избирательной комиссии (ТИК) ДЭГ Олег Артамонов заявил, что назначение наблюдателей за ДЭГ на выборах президента РФ пройдет в период с 4 по 11 марта.
16 февраля 2024 года председатель Центризбиркома РФ Элла Памфилова сообщила, что заявления на участие в дистанционном электронном голосовании на выборах президента России подали более 2,36 млн человек, ещё 874 тыс. заявлений поступило через сервис «Мобильный избиратель».
21 февраля 2024 года председатель Центризбиркома РФ Элла Памфилова анонсировала изменения в наблюдении за дистанционным электронным голосованием: оно будет разделено на три уровня. Первый — это очное присутствие в помещении территориальной избирательной комиссии ДЭГ. Второй уровень — наблюдение на специальном портале в интернете, к которому будет доступ у политических партий, выдвинувших зарегистрированных кандидатов, их региональных отделений, доверенных лиц кандидатов и общественных палат субъектов. Третий уровень доступен любому желающему в интернете — пользователь сможет запросить на портале ДЭГ данные об избирателях, получивших бюллетени в разрезе избирательных участков, а также о числе проголосовавших избирателей, а после расшифровки голосов и о результатах ДЭГ.
24 февраля 2024 года в Минцифры РФ сообщили, что заявления на участие в дистанционном электронном голосовании (ДЭГ) на выборах президента России подали более 3 млн избирателей. Самыми активными регионами по подаче заявлений являются Московская, Ростовская и Свердловская области, Алтайский край и Чувашская Республика.
2 марта 2024 года Олег Артамонов заявил, что на тестировании ДЭГ онлайн-бюллетень будет максимально похожим на реальный, добавив, что окончательный вопрос для избирателей пока не утвержден. В Москве в тестировании системы дистанционного электронного голосования приняли участие свыше 715 тысяч человек.
5 марта 2024 года началось тестирование федеральной платформы ДЭГ в 28 регионах. Избирателям, принимающим участие в тестировании, предстоит сделать выбор между четырьмя кандидатами по фамилии Кандидатов.
6 марта 2024 года заместитель Председателя ЦИК РФ Николай Булаев сообщил, что заявки на участие в онлайн-голосовании на выборах президента РФ подали уже 3,750 млн человек, по месту нахождения — 2,650 млн. Олег Артамонов заявил, что итоги ДЭГ на выборах президента РФ станут известны 17 марта между 22:00 и 23:00 мск.
7 марта 2024 года член ЦИК РФ Антон Лопатин заявил, что более 4,1 млн человек в 28 регионах подали заявки на участие в дистанционном электронном голосовании на выборах президента РФ и более 3,12 млн человек — с помощью сервиса «Мобильный избиратель». Общественный штаб по наблюдению за выборами в Москве и территориальная избирательная комиссия дистанционного электронного голосования по итогам тестового электронного голосования пришли к выводу, что обе платформы выдержали нагрузку и готовы к голосованию.
11 марта 2024 года председатель Центризбиркома РФ Элла Памфилова сообщила, что заявки на участие в дистанционном электронном голосовании на выборах президента РФ подали 4,5 млн человек, а на голосование не на своем избирательном участке через сервис «Мобильный избиратель» — более 4 млн человек.
12 марта 2024 года Олег Артамонов заявил, что кандидаты в президенты РФ назначили восемь очных наблюдателей за дистанционным электронным голосованием на предстоящих выборах, для наблюдения за ДЭГ на специальном портале подано более 490 заявок.
Минцифры сообщило, что порядка 4,9 млн человек из 28 регионов, где применяется ДЭГ, подали заявления, чтобы проголосовать дистанционно в электронном виде, 3,7 млн человек — с помощью сервиса «Мобильный избиратель», а 23,5 тыс. человек подали заявления на голосование на дому.
14 марта 2024 года глава ВЦИОМ Валерий Федоров заявил, что использование ДЭГ позволит увеличить число участников в выборах среди молодежи. Олег Артамонов сообщил, что система дистанционного электронного голосования полностью готова к процедуре наблюдения за президентскими выборами и начнет свою работу 14 марта в 23:00 по московскому времени.
15 марта 2024 года председатель ЦИК Элла Памфилова заявила, что на портал ДЭГ совершено около 10,5 тыс. атак, но система уверенно справляется.
Минцифры сообщило, что в первый день голосования проголосовало более 3 млн россиян, зарегистрированных на платформе дистанционного электронного голосования.
16 марта 2024 года председатель ЦИК Элла Памфилова заявила, что на ресурсы дистанционного электронного голосования (ДЭГ) было совершено 160 тыс. атак. Основным ударам подвергался непосредственно портал голосования — 130 тысяч атак. Почти 30 тысяч атак — на портал наблюдения за ДЭГ.
По данным Минцифры, за два дня онлайн-голосования в 28 регионах проголосовали 4,175 млн человек (89 % из общего числа зарегистрированных на дистанционном электронном голосовании избирателей).
17 марта 2024 года председатель ЦИК Элла Памфилова заявила, что с начала голосования было заблокировано 280 тыс. DDoS-атак на систему ДЭГ. Министр цифрового развития РФ Максут Шадаев заявил, что явка избирателей, зарегистрированных на дистанционное электронное голосование на выборах президента РФ, составила 94 %, что является рекордом.
Согласно исследованию Brand Analytics, дистанционное электронное голосование на прошедших выборах президента РФ вызвало рекордный интерес в русскоязычных социальных медиа, при этом подавляющая часть упоминаний была позитивной. Среди отзывов отмечалось, что ДЭГ удобен, дает возможность проголосовать быстро и особенно удобен для маломобильных граждан.

### Выборы 8 сентября 2024 года
14 июня 2024 года ЦИК РФ на заседании постановил, что дистанционное электронное голосование на предстоящих выборах в сентябре 2024 года будет применяться в 25 регионах РФ на федеральной платформе. В шести субъектах страны ДЭГ будет проводиться впервые — это Республики Алтай, Коми, Марий Эл, Чеченская Республика, а также Костромская и Смоленская области.

### Выборы 14 сентября 2025 года
11 июня 2025 года глава ЦИК РФ Элла Памфилова заявила, что дистанционное электронное голосование в единый день голосования 14 сентября будет применяться в 23 регионах.
28 июля 2025 года ЦИК РФ сообщил, что в России начался прием заявлений об участии в дистанционном электронном голосовании на предстоящих выборах.

## Критика

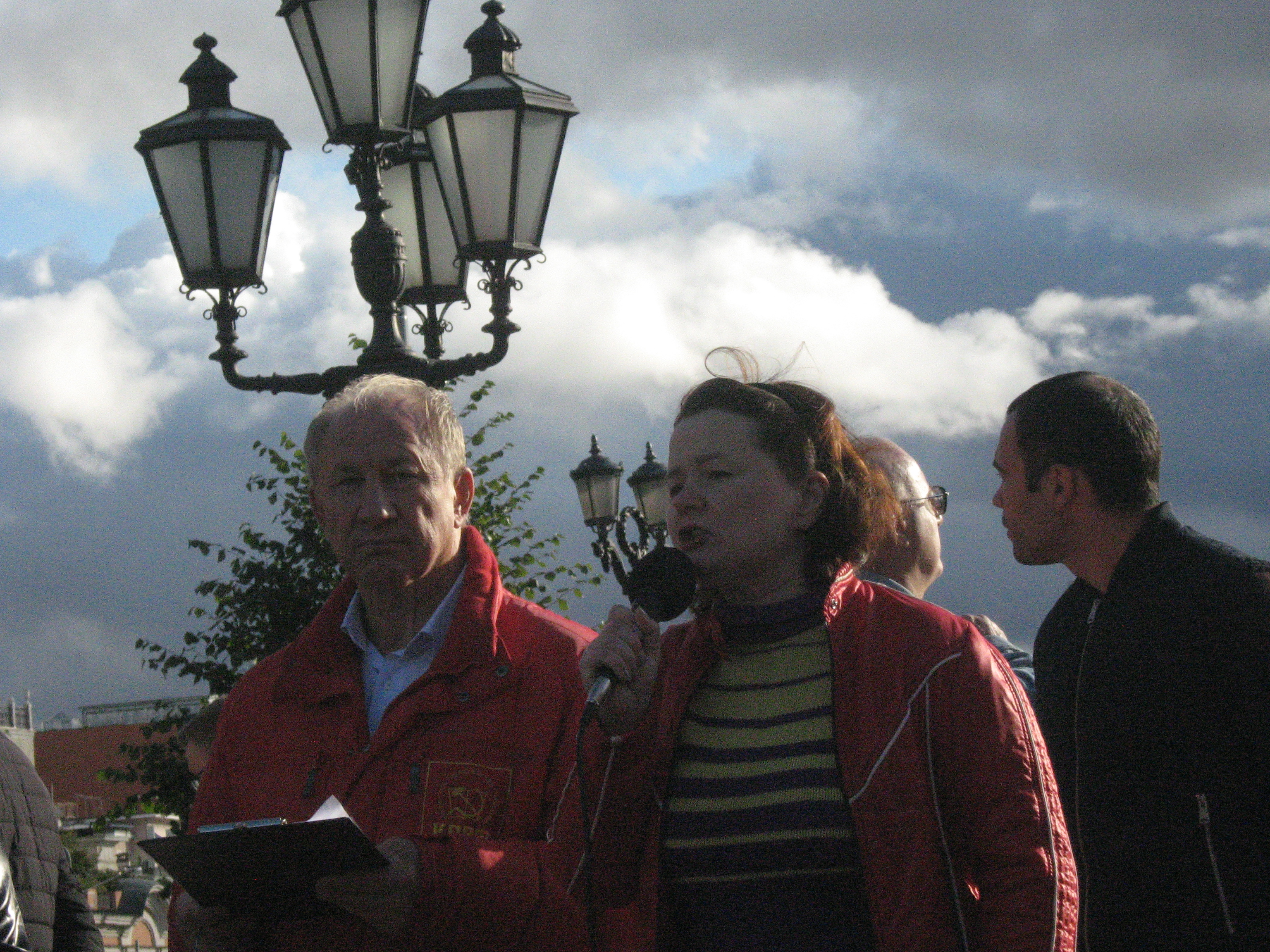
Е. Селькова была уволена директором (ЕР) за отказ от участия именно в электронном голосовании

Эксперимент был воспринят экспертным сообществом скептично и вызвал неоднозначную оценку.
16 октября 2019 года по инициативе депутата Мосгордумы от КПРФ Елены Янчук состоялся круглый стол «Обсуждение проблем электронного голосования по итогам эксперимента на выборах в Московскую городскую Думу седьмого созыва». Большинством участников круглого стола была принята резолюция, в которой эксперимент по проведению ДЭГ (дистанционного электронного голосования) признаётся неудавшимся, также в ней содержатся призыв отказаться от распространения эксперимента на любые ближайшие выборы, и особенно, на выборы в Госдуму в 2021 году, требование проверить достоверность определения волеизъявления избирателей на электронных участках на выборах в Мосгордуму VII созыва в округах № 1, 10 и 30 и рекомендация Московской городской Думе по созданию комиссии для расследования нарушений в ходе эксперимента.
12 декабря состоялась презентация доклада «Электронное голосование на выборах в Мосгордуму в 2019 году. Гибридный админресурс на службе исполнительной власти» и сайта о рисках и уязвимостях электронного голосования в России. Организаторами публичных обсуждений результатов эксперимента выступили политик и бывший кандидат на выборах в Мосгордуму Роман Юнеман и его команда. Доклад и сайт содержат в себе аудит технической, юридической и организационной составляющих системы. По итогам презентации также была принята резолюция об эксперименте ДЭГ, её подписали депутаты VII созыва Московской городской Думы, представляющие оппозиционные фракции.
В 2021 году наибольшую критику вызвало применение электронного голосования на выборах в Государственную думу VIII созыва, электоральные исследователи отметили ряд нарушений и возможных фальсификаций. Несогласие с результатами выборов, сделанных на основе электронного голосования, побудило к проведению массовых акций протеста.
Александр Исавнин, член Штаба Пиратской партии России и её делегат для наблюдения за дистанционным электронным голосованием, в 2021 году выявил недостаточное обеспечение тайны голосования в ДЭГ: «В Российских системах Дистанционного Электронного голосования допущена организационная ошибка при постановке задания, позволяющая при использовании побочного канала сбора данных о пользователях (на уровне логов вебсервера) организатору голосования нарушить тайну голосования. Разработчики специально обходят тему наличия и необходимости ликвидации такой уязвимости».
Политолог Владимир Гельман заявил, что «ещё на выборах в Госдуму в 2021 году была опробована система электронного голосования, которая показала, что можно получать любые результаты вне зависимости от предпочтения избирателя. Сейчас принят закон, который распространяет этот механизм на все выборы, и я нисколько не сомневаюсь, что им будут широко пользоваться. Это такой чёрный ящик, из которого можно просто извлекать нужный результат, без необходимости сталкиваться с протестами наблюдателей и журналистов, или работать с избирателями, чтобы они пришли на участок и проголосовали должным образом. Теперь избиратели в этом механизме оказываются лишними».

## Общероссийская тренировка системы дистанционного электронного голосования
Решение о проведении общероссийской тренировки было принято Центризбиркомом в феврале 2021 года, для того, чтобы проверить готовность программно-технического комплекса в приближенных к реальным условиям, перед единым днем голосования 19 сентября. Предполагается, что на больших выборах онлайн-формат задействуют в Москве и ещё пяти регионах.
Чтобы принять участие, необходимо иметь подтверждённую учётную запись на Госуслугах, а также подать соответствующее заявление с 21 апреля по 7 мая 2021.
Общероссийская тренировка системы дистанционного электронного голосования будет проходить с 8:00 12 мая по 20:00 14 мая 2021 года (по московскому времени). Жители всех регионов России могут сделать это через портал Госуслуг.
Голосование будет полностью повторять все этапы реальной избирательной кампании. В 75 регионах пройдет тренировка выборов в Госдуму — избиратели получат по два электронных бюллетеня: для голосования по одномандатному округу и по партийным спискам. В десяти субъектах граждане проголосуют на всех уровнях выборов, запланированных на Единый день голосования 19 сентября. Это Вологодская, Воронежская, Курская, Мурманская, Нижегородская, Рязанская, Ярославская области, республики Бурятия и Северная Осетия — Алания, а также город Севастополь.
Результаты голосования ЦИК России подведет с 19 по 21 мая.
По данным Центризбиркома, на тестирование записалось более 2,5 млн человек.